# Llista de governants de Còrsega
Llista de governants de Còrsega:
- Llegats del Papa
  - 1077 - 1092 Landolf, Bisbe de Pisa
  - 1092 - 1098 Daibert, Bisbe de Pisa

- Governadors (de Pisa)
  - 1098 - 1116 Oberto Brottaporada
  - 1116 - ? Alberto Corso
  - ? - 1174 Guglielmo I
  - 1174 - 1191 Guido
  - 1191 - 1214 Guglielmo II
  - 1214 - 1239 Desconegut
  - 1239 - 1242 Desconegut
  - 1242 - 1245 Ansaldo de Mari
  - 1245 - 1269 Sinucello de Cinarca
  - 1269 - 1280 Isnardo de Malaspina
  - 1280 - 1288 Arriquccio de la Rocca

- Jutges
  - 1280 - 1325 Sinucello Della Rocca
  - 1336 - 1340 Attilio d'Attala (senyor)
  - 1340 - 1358 Guglielmo Della Rocca (feudatari de Catalunya-Aragó)
  - 1357 Ghilfuccio d'Istria
  - 1357 - 1401 Arrigo Della Rocca
  - 1401 Ghilfuccio d'Ornano
  - 1401 - 1410 Francesco Della Rocca
  - 1404 - 1433 Vincentello Della Rocca
  - 1434 - ? Giudice, baró d'Istria
  - 1447 - 1448 Ludivico di Campofregoso

- Virreis aragonesos
  - 145?-1452 Jaume de Basora
  - 1452-1455 Antoni Olzina
  - 1455-1458 Berenguer d'Erill i de Centelles[1]

- Governadors genovesos
  - 1347 - 1362 Giovanni Boccanegra (a Calvi)
  - 1362 - 1372 Tridano Della Torre
  - 1365 Giovanni de Maguera
  - 1372 - 1378 Andrea Lomelino
  - 1372 - 1378 Luigi Tortosino
  - 1378 - 1380 Consell de La Maona
    - Leonello Lomellini (segona vegada)
    - Luigi Tortonio
    - Giovanni de Maguera
    - Andrea Ficone
    - Cristoforo Maruffo

  - 1380 Paolo Della Corvana, o Della Rovere
  - 1380 - 1391 Leonello Lomellini (tercera vegada)
  - 1391 Corrado Della Corvana o Della Rovere
  - 1392 - 1396 Arrigo Della Rocca -Comte (rebel)
  - 1393 Battista Zoaglia
  - 1393 - 1398 Tomaso Panzano
  - 1398 - 1404 Rafaello da Montaldo
  - 1401 Antonietto Adorno
  - 1401 - 1404 Bartolomeo Grimaldi
  - 1401 - 1406 Francesco Della Rocca
  - 1403 - 1407 Ambroggio de Marini
  - 1404 - 1407 Andrea Lomellini
  - 1406 - c.1420 Vicentello d'Istria (comte i verrei, vassall del rei català)
  - 1407 - 1409 Leonello Lomellini (quarta vegada)
  - 1409 - 1416 Andrea Lomellini (segona vegada)
  - 1411 - 1416 Rafaello da Montaldo II
  - 1416 - 1437 Abramo da Campofregoso
  - 1437 - 1438 Antonio Montaldo (primera vegada)
  - 1437 - 1438 Nicolò da Montaldo (primera vegada)
  - 1438 - 1443 Janus da Campofregoso
  - 1443 - 1444 Antonio Montaldo (segona vegada)
  - 1443 - 1444 Nicolò da Montaldo (segona vegada)
  - 1444 Giovanni da Montaldo
  - 1444 - 1446 Montaldo Parisi
  - 1446 - 1447 Gregorio Adorno
  - 1447 - 1448 Ludovico da Campofregoso
  - 1449 Pietro da Campofregoso
  - 1450 - 1453 Galeazzo da Campofregoso
  - 1453 Pier Battista Doria
  - 1453 - 1454 Salvago Salvago
  - 1454 Battistino Doria
  - 1454 - 1455 Paolo Luiggi Maruffo
  - 1455 - 1457 Urbano de Negro
  - 1457 Antonio Calvo
  - 1457 - 1458 Antonio Manetto
  - 1458 - 1459 Giovanni Lercaro
  - 1459 - 1460 Giovanni da Levanto
  - 1460 - 1461 Marco de Marini
  - 1461 - 1464 Giovanni Vitale
  - 1464 Jacopo Bonarelli (primera vegada)

- Goveradors (nomenats per Milà)
  - 1464 - 1466 Francesco Manetta
  - 1466 - 1467 Maurizio Scotti
  - 1467 - 1468 Jacopo Bonarelli (segona vegada)
  - 1468 Giovanni Antonio Cotta (primera vegada)
  - 1468 - 1476 Battista Geraldino d'Amelia (primera vegada)
  - 1476 - 1477 Jacopo Bonarelli (tercera vegada)
  - 1477 Giovanni Antonio Cotta (segona vegada)

- Governadors genovesos
  - 1477 - 1480 Battista Geraldino d'Amelia (segona vegada)
  - 1480 Francesco Spinola
  - 1480 - 1482 Tomassino da Campofregoso
  - 1482 - 1483 Janus II da Campofregoso
  - 1483 Gherardo da Montagnana
  - 1483 - 1485 Gerard -Count
  - 1483 - 1484 Matteo Fieschi
  - 1484 - 1485 Francesco Panmilio
  - 1485 - 1486 Alessandro de Negroni
  - 1486 - 1487 Agostino Zoaglia
  - 1487 - 1489 Comissionats-generals 
    - Baliano de Fornari
    - Cattaneo de Marini
    - Giovanni di Gualeggia
    - Domenico Spinola
    - Raffaello de Grimaldi

  - 1489 Ambroggio de Negro (Comissionat)
  - 1489 - 1491 Gasparo da Santopietro
  - 1491 - 1494 Galeazzo da Levanto
  - 1494 - 1496 Jacopo da Viceto
  - 1496 - 1498 Geronimo da Talliano
  - 1498 - 1500 Rolando de Fornari
  - 1500 - 1501 Cristofaro Centurione
  - 1501 - 1502 Bartolomeo Giustiniani
  - 1502 - 1503 Domenico Lercaro
  - 1503 - 1504 Niccolò Doria
  - 1504 - 1506 Lazaro Picchinoto
  - 1506 - 1507 Ambroggio Salvago
  - 1507 Francesco Giustiniani
  - 1508 - 1509 Emmanuelle de Grimaldi
  - 1509 - 1510 Raffaello de Canevali
  - 1510 - 1512 Giovanni Doria
  - 1512 - 1513 Tomasso Bulgaro
  - 1513 - 1514 Francesco Salvago
  - 1514 Cipriano Foglietta
  - 1514 - 1516 Leonello Lercaro
  - 1516 - 1517 Raffaello Doria
  - 1517 - 1519 Giovanni de Passano
  - 1519 - 1520 Giovanni Battista de Negro
  - 1520 - 1521 Antonio da Roveroto
  - 1521 - 1522 Andrea Spinola
  - 1522 - 1523 Badassare Adorno
  - 1523 - 1524 Giovanni Battista Lomellini
  - 1524 - 1525 Girolamo da Rapallo
  - 1525 - 1526 Giovanni Battista Doria
  - 1526 - 1527 Battista da Varese
  - 1527 - 1528 Giovanni Salvago
  - 1528 - 1529 Sebastiano Doria
  - 1529 - 1530 Cosimo Damiano Giustiniani
  - 1530 - 1532 Pier Giovanni Salvago
  - 1532 - 1533 Agostino de Negro
  - 1533 - 1534 Matteo Trucco
  - 1534 - 1535 Leonardo Cattaneo
  - 1535 - 1537 Francesco da Vercelli
  - 1537 - 1538 Battista et Vincenzo Zoaglia
  - 1538 - 1539 Niccolo Salvago
  - 1540 - 1451 Francesco Lucciardo
  - 1541 - 1543 Paolo Lasagna
  - 1543 - 1544 Giovanni Salvago
  - 1544 - 1545 Domenico Cuccarello
  - 1545 - 1546 Niccolo Imperiale
  - 1546 - 1548 Benedetto Pernice
  - 1548 - 1549 Giovanni Maria Spinola
  - 1549 - 1550 Paolo Gregorio Raggio
  - 1550 - 1551 Eccelino Spinola
  - 1551 - 1552 Francesco Passagio
  - 1552 - 1553 Lamba Doria
  - 1553 Marsilio Fieschi

- Comissionats generals durant l'ocupació francesa
  - 1553 - 1554 Bernardo Castagna i Paolo Vincenzio Lomellini (Comissionats generals)
  - 1554 Luciano Spinola (Comissionat)
  - 1554 - 1556 Domenico Doria, Domenico de Franchi, Cristofaro Pallavicini, Geronimo Pallavicini, Francesco Saoli i Antonio de Fornari (primera vegada) (comissionats)
  - 1556 - 1557 Antonio de Fornari, Agostino Spinola (segona vegada) i Benedetto Spinola (comissionats)
  - 1557 - 1559 Giorgio Doria, Francesco de Fornari i Ambroggio Spinola (Comissionats)
  - 1559 - 1560 Giovanni Battista Grimaldi, Pelegro Rebuffo, Cristoforo Saoli i Andrea Imperiale (comissionats)

- Governadors
  - 1560 - 1561 Gasparo Dell'Oliva
  - 1561 - 1562 Nicolo Ceba
  - 1562 - 1565 Gasparo Dell'Oliva, Cristofaro de Fornari, Francesco Lomellini, Giuliano Saoli i Giorgio Doria (Comissionats)
  - 1565 - 1566 Stefano Doria
  - 1566 - 1567 Giovanni Pietro Vivaldi
  - 1567 - 1569 Francesco de Fornari
  - 1569 - 1570 Giorgio Doria
  - 1570 - 1571 Giovanni Antonio Basadone
  - 1571 - 1574 Meliaducce Uso di Mare
  - 1572 Benedetto Carnevaro Fieschi
  - 1573 - 1574 Giovanni Antonio Pallavicini
  - 1575 - 1576 Agostino Doria
  - 1576 - 1577 Andrea Centurione
  - 1577 - 1579 Tomaso Carbone
  - 1579 - 1580 Giovanni Maruffo
  - 1580 - 1582 Pier Battista Cattaneo (primera vegada)
  - 1582 - 1584 Stefano de Passano
  - 1584 - 1585 Cattaneo de Marini
  - 1585 - 1586 Pier Battista Cattaneo (segona vegada)
  - 1586 - 1588 Francesco Montebruno
  - 1588 - 1589 Lorenzo de Negroni
  - 1589 - 1591 Filippo de Passano
  - 1591 - 1592 Agostino Doria
  - 1592 - 1593 Stafano Spinola
  - 1593 - 1595 Nicolo Fieschi (primera vegada)
  - 1595 - 1597 Geronimo Assereto
  - 1597 - 1599 Carlo Pallavicini
  - 1599 - 1601 Marco Antonio Giustiniani (primera vegada)
  - 1601 - 1602 Nicolo Fieschi (segona vegada)
  - 1602 - 1603 Marco Antonio Giustiniani (segona vegada)
  - 1603 - 1604 Avelino Lercaro
  - 1604 - 1606 Domenico Della Torre
  - 1606 - 1608 Agostino Pallavicini
  - 1608 - 1609 Raffaello Giustiniani
  - 1609 - 1611 Giovanni Pietro Serra
  - 1611 - 1613 Giovanni Battista Durazzo
  - 1613 - 1615 Giorgio Centurione
  - 1615 - 1616 Stefano Rivarolla
  - 1616 - 1617 Francesco de Marini
  - 1617 - 1619 Francesco Spinola
  - 1619 - 1621 Camilio Moneglia
  - 1621 - 1622 Mario Spinola
  - 1622 Francesco Calvo
  - 1623 - 1625 Marco Aurelio Oderigo
  - 1625 - 1627 Geronimo Lercaro
  - 1627 - 1629 Giulio Saoli
  - 1629 - 1631 Domenico Centurione i Giovanni Andrea Gentile
  - 1631 - 1633 Giovanni Michele Zoaglia
  - 1633 - 1635 Baldassare Giustiniani
  - 1635 - 1637 Constantiono Doria
  - 1637 - 1639 Giovanni Battista Lasagna
  - 1639 - 1641 Agostino Centurione
  - 1641 - 1643 Benedetto Viale
  - 1643 - 1645 Francesco Imperiale
  - 1645 - 1647 Cesare Durazzo
  - 1647 - 1649 Francesco Maria Lomellini (primera vegada)
  - 1649 - 1651 Giovanni Bernardo Veneroso
  - 1651 - 1653 Giovanni Battista Cicala
  - 1653 - 1654 Domenico de Franchi
  - 1654 - 1658 Matteo Durazzo
  - 1658 - 1662 Francesco Maria Lomellini (segona vegada)
  - 1662 - 1664 Giovanni Francesco Saoli
  - 1664 - 1666 Cristoforo Spinola
  - 1666 - 1669 Giorgio Zoaglia
  - 1669 - 1671 Federico Imperiale
  - 1671 - 1672 Carlo Emmanuele Durazzo
  - 1672 - 1674 Giovanni Andrea Spinola
  - 1674 - 1676 Geronimo Caramagnola
  - 1676 - 1678 Visconte Cicala
  - 1678 - 1680 Bernardo Ballano
  - 1680 - 1682 Giovanni Battista Della Rovere
  - 1682 - 1685 Giovanni Giacomo Monza
  - 1685 - 1687 Agostino de Franchi
  - 1687 - 1689 Francesco Maria Doria
  - 1689 - 1691 Giovanni Prato
  - 1691 - 1696 Gherardo Spinola
  - 1696 - 1700 Raffaello de Passano
  - 1700 - 1702 Ottone de Fornari
  - 1702 - 1704 Ettore de Fieschi
  - 1704 - 1706 Filippo Doria
  - 1706 - 1708 Filippo Adorno
  - 1708 - 1710 Geronimo Venoroso
  - 1710 - 1711 Filippo Cattaneo de Marini
  - 1711 - 1714 Nigrone Rivarola
  - 1714 - 1716 Paolo Francesco Spinola
  - 1716 - 1717 Marco Aurelio Rebuffo
  - 1717 - 1719 Giovanni Stefano Spinola
  - 1719 - 1721 Bartolomeo Passano
  - 1721 - 1722 Agostino Spinola
  - 1722 - 1724 Antonio de Negroni (primera vegada)
  - 1724 - 1726 Nicolo Durazzo
  - 1726 - 1728 Antonio de Negroni (segona vegada)
  - 1728 - 1729 Alessandro Saluzzo
  - 1729 - 1730 Felice Pinelli (primera vegada)
  - 1730 - 1731 Giovanni Francesco Gropallo
  - 1731 Carlo de Fornari
  - 1731 - 1732 Camilio Doria
  - 1732 - 1733 Paolo Battista Rivarola

- Comissionats generals
  - 1733 - 1734 Paolo Gironimo Pallavicini
  - 1734 - 1735 Pier Maria Giustiniani i Ugo Fieschi (primera vegada)
  - 1735 - 1736 Felice Pinelli (segona vegada)
  - 1736 - 1738 Paolo Battista Rivarola
  - 1738 - 1740 Giovanni Battista de Mari
  - 1740 - 1743 Domenico Maria Spinola
  - 1743 Gian Benedetto Sperone (interí)
  - 1743 - 1745 Pier Maria Giustiniani (segona vegada)
  - 1745 - 1751 Stefano de Mari
  - 1751 - 1755 Giovanni Giacomo Grimaldi
  - 1755 - 1759 Guiseppe Maria Doria
  - 1759 - 1760 Gian Battista de Sopranis
  - 1760 - 1761 Domenico Invrea
  - 1761 - 1764 Giovani Battista Saoli
  - 1764 - 1768 Agostino Sperone

- Generals rebels
  - 1730 - 1732 Carlo Francesco Raffaelli (generalissimo), Luigi Giafferi i Andrea Colonna Ceccaldi
  - 1734 - 1735 Giacinto Paoli, Luigi Giafferi
  - 1735 - 1736 Giacinto Paoli, Luigi Giafferi i Andrea Colonna Ceccaldi
  - 10 d'agost de 1735 - 1736 Luca Ornano

- Rei i regents
  - 15 de març de 1736 a 10 de juliol de 1739 Teodoro I Antonio Stefano (Teodoro de Neuhoffo o Theodor Anton Stephan Freiherr von Neuhof)
  - 10 de novembre de 1736 a 10 de juliol de 1739 Regència de Giacinto Paoli, Luigi Giafferi i Luca Ornano
  - 1 de febrer de 1743 a 16 de març de 1743 Teodoro I (segona vegada)
  - 16 de març de 1743 a 20 de juliol de 1743 Regència de Giacinto Paoli, Luigi Giafferi i Luca Ornano

- Comandants militars francesos
  - 5 de febrer de 1738 - 1 de febrer de 1739 Louis de Frétat, comte de Boissieux
  - 1 de febrer de 1739 - 1 de març de 1739 M. de Sasselange (interí)
  - 1 de març de 1739 - 24 de maig 1741 Jean Baptiste François Desmarets marquès de Maillebois
  - 24 de maig de 1741 - 9 de setembre de 1741 marquès de Villemur, president dels Protectors
  - 1741-1745 retirada francesa
  - 7 de juny de 1746 - 1 d'agost de 1751 Ignazio Venturini (en funcions des del 30 d'agost de 1745)

- Generals Caps de la Nació 
  - Gener del 1753 - 2 d'octubre de 1753 Comte Giovanni Pietro Gaffori
  - 22 d'octubre de 1753 - 15 de juliol de 1755 Consell suprem integrat per Carlo Grimaldi, Clemente Paoli, Santucci Tomassio i Simone Pietro Frediani (presidència rotatòria)
  - 15 de juliol de 1755 - 13 de juny de 1769 Filippo Antonio Pasquale Paoli (Pascal Paoli)
  - 10 d'agost a l'octubre de 1755 Mario Emanuele Matra (primera vegada, en rebel·lió)
  - gener a 28 de març de 1757 Mario Emanuele Matra segona vegada en rebel·lió

- Comandants militars francesos
  - 1764 - 1768 Louis Charles René, comte de Marbeuf (primera vegada)
  - 1768 François Claude, marquis de Chauvelin
  - 1768 - 1769 Louis Charles René, comte de Marbeuf (interí, segona vegada)
  - 1769 - 1770 Noël de Jourda, comte de Vaux, baró de Roche en Régnier i de Velay, senyor de Youer i de Saintes Vertus
  - 1770 - 1772 Louis Charles René, comte de Marbeuf (tercera vegada)

- Governadors francesos
  - 1772 Louis Charles René, comte de Marbeuf
  - 1772 - 1775 Jean François, Comte de Narbonne (interí)
  - 1775 - 1786 Louis Charles René, comte de Marbeuf (quarta vegada, des del 1778 fou marquès de Cargèse)
  - 1786 - 1790 Armand Charles, vicomte de Barrin de la Galiissonière
  - 1790 - 1794 Filippo Antonio Pasquale Paoli (Pascal Paoli)

- Intendents de Justícia, Policia i Finances de Bàstia, encarregats d'afers civils
  - 1768 - 1771 Daniel Marc Antoine Chardon
  - 1771 - 1775 Barthélemi de Colla de Pradine
  - 1775 - 1785 Claude François Bertrand de Boucheporn
  - 1785 - 1789 François Nicolas de la Guillaumye

- President de l'assemblea (Consulta)
  - 15 de juny de 1794 a 19 de juny de 1794 Filippo Antonio Pasquale Paoli (exercí ja des del 10 de juny de 1794)

- Rei
  - 19 de juny de 1794 - 15 d'octubre de 1796 Giorgio (Jordi III d'Anglaterra)

- Lloctinents generals o virreis
  - 1794 Sir Charles Stuart
  - 1794 - 1796 Gilbert Elliot-Murray-Kynynmound, Earl of Minto

- Cap del consell d'estat (primer ministre)
  - 19 de juny de 1794 a 15 d'octubre de 1796 Charles-André Pozzo di Borgo

- Governadors francesos
  - 1796 - 1803 Comte André-François Miot de Melito (des del 7 de gener del 1801 administrador general)

- Prefectes de Golu 
  - 1801 - 1811 Antonio Giovanni Pietri

- Prefectes de Liamone 
  - 1800 - 1803 Jean-Baptiste Galeazzini
  - 1803 - 1811 Hyacinthe Arrighi de Casanova

- Prefectes de Còrsega
  - 1811 - 1813 Hyacinthe Arrighi de Casanova
  - 1813 - 1814 Alexandre-Henri Heim
  - 1814 - 1814 François Xavier Giubega (primera vegada)

- President del comitè de govern provisional
  - 12 d'abril de 1814 - 27 d'abril de 1814 Giovanni Antonio Frediani de Vidau

- Governador
  - 27 d'abril de 1814 - 18 de juny de 1814 Henri Montresor

- Prefectes de Còrsega 
  - 1814 - 1815 Baron François Louis Joseph de Bourcier Montureaux
  - 1815 - 1815 François Xavier Giubega (segona vegada)
  - 1815 - 1816 Louis Courbon de Saint Genes
  - 1818 - 1819 Martin comte de Vignole
  - 1819 - 1820 Baron Alexandre Daniel de Talleyrand-Perigord
  - 1820 - 1822 Claude François Eymard
  - 1822 - 1824 Antoine Louis Ange Elysée Vicomte de Suleau
  - 1824 - 1828 Comte Gabriel Marie Jean Benoît de Lantivy Kerveno
  - 1828 - 1830 Joseph Jérôme Hilaire d'Angellier
  - 1830 - 1830 Comte Marie Joseph Gabriel Xavier, Comte Choiseul-Beaupre
  - 1830 - 1845 Honore Jourdan du Var
  - 1845 - 1848 René Joseph Jean Frasneau
  - 1848 - 1848 Pierre Auguste Vogin et Pierre Marie Pietri (comissionats)
  - 1848 - 1848 André Pozzo di Borgo (Comissionat general)
  - 1848 - 1849 Antoine Aubert
  - 1849 - 1852 Jean-Baptiste Olivier Jules César, Comte Rivaud de la Raffinière
  - 1852 - 1856 Constant Thuillier
  - 1856 - 1860 Alexis Félix Montois
  - 1860 - 1861 Jean Paul Gustave Segaud
  - 1861 - 1870 Louis Charles Germaine Géry
  - 1870 - 1870 Jacques Ernest Boyer
  - 1870 - 1871 Dominique François Ceccaldi
  - 1871 - 1871 Emmanuel Gustave Naquet
  - 1871 - 1872 Eugène Louis Lambert Paul Dhormoys
  - 1871 - 1872 Charles Ferry (comissionat extraordinari)
  - 1872 - 1872 Jean-Baptiste Eugène Dauzon
  - 1872 - 1873 Antoine Charles Léon Daunassans (primera vegada)
  - 1873 - 1873 Eugène René Poubelle
  - 1873 - 1873 François Antoine Alphonse Viviaux
  - 1873 - 1875 Albert Souvestre
  - 1875 - 1877 Antoine Charles Léon Daunassans (segona vegada)
  - 1877 - 1877 Emmanuel Louis Grandval
  - 1877 - 1879 Eugène Schnerb
  - 1879 - 1879 Paul Adrien, Baron d'Artigues
  - 1879 - 1880 Louis Albert Delasalle
  - 1880 - 1880 Charles Edgar Omer de Marçay
  - 1880 - 1881 Louis Gilbert Leguay
  - 1881 - 1882 Jean Joseph Arthur Gragnon
  - 1882 - 1882 Aristide Léopold Demangeat
  - 1882 - 1884 Marie Lucien Justin Maurice André de Tremontels
  - 1884 - 1885 Jules-Louis Dufresne
  - 1885 - 1885 Léon Barrabant
  - 1885 - 1886 Emmanuel Joseph Georges Bes de Brec
  - 1886 - 1889 Auguste Fremont
  - 1889 - 1895 Jacques Marcel Bonnefoy-Sibour
  - 1895 - 1896 Charles Etienne Lutaud
  - 1896 - 1896 Jules Adrien Jean Bonhoure
  - 1896 - 1897 Paul Joseph Boudier
  - 1897 - 1904 Jean Joseph Félix Cassaneau
  - 1904 - 1905 Marcel François Delanney
  - 1905 - 1906 Jean Baptiste Pierre Ferdinand Phellut
  - 1906 - 1909 Auguste Marie Joseph Chaleil
  - 1909 - 1910 Jacques Prosper Edmond Fabre
  - 1910 - 1911 Claude Clément Buellet
  - 1911 - 1912 Hippolyte Juilliard
  - 1912 - 1914 Louis Charles Thibon
  - 1914 - 1914 Gabriel Marc Charles Olivier Brin
  - 1914 - 1918 Albert Marie Georges Henry
  - 1918 - 1919 François Parfait Gaston Allain
  - 1919 - 1920 Théophile Noé Louis Barnier
  - 1920 - 1921 Antoine Maurice Mounier
  - 1921 - 1924 Georges Félix Maurice Thomé
  - 1924 - 1929 Louis Florentin Marlier
  - 1929 - 1930 Amédée Félix Bussière
  - 1930 - 1935 Joseph Paul Dieudonné Seguin
  - 1935 - 1936 Jean-Baptiste Victor Dissard
  - 1936 - 1940 Jules Henri Anastase Petitjean
  - 1940 - 1943 Paul Louis Emmanuel Balley
  - 1943 - 1943 Pierre Lecène (interí)
  - 1943 François Jean Baptiste Louis Pelletier

- Governadors militars italians
  - 1942 - 1943 Giacomo Carboni
  - 1943 - Giovanni Magli

- Governador militar alemany
  - 1943 Karl Gesele (a Còrsega, supeditat a Fridolin Senger und Etterlin (commandant de Còrsega i Sardenya)

- Prefectes
  - 1943 - 1944 Charles Jean Luizet (civil) i Henri Jules Jean Martin (militar, forces lliures)
  - 1944 - 1945 Roger Louis Jean Moris
  - 1945 - 1947 Pierre Joseph Jean Jacques Ravail
  - 1947 - 1949 Maurice Papon
  - 1949 - 1952 Lucien Edouard Louis Drevon
  - 1952 - 1958 Marcel Camille Savreux
  - 1958 - 1959 Guy Léon Lamassoure
  - 1959 - 1952 Bernard Modeste Jules Vaugon
  - 1962 - 1966 Marcel Albert Turon
  - 1966 - 1969 Maurice Léon Lambert
  - 1969 - 1972 François Louis Luc Bourgin
  - 1972 - 1974 Jean Antoine Joseph Faussemagne
  - 1974 - 1975 Jacques Robert Delaunay
  - 1975 - 1975 Gabriel Jean Marie Charles Gilly

- Prefectes de l'Alta Còrsega
  - 1975 - 1976 Jacques Guérin
  - 1976 - 1977 Marcel Julia
  - 1977 - 1979 Yves Betegeac
  - 1979 - 1981 Philippe Loiseau
  - 1981 - 1982 Henri Senie
  - 1982 - 1983 Guy Migeon
  - 1983 - 1985 Jacques Barel
  - 1985 - 1987 Henri Huges
  - 1987 - 1988 Michel Besse
  - 1988 - 1990 Bernard Boucault
  - 1990 - 1992 Henri Hurand
  - 1992 - 1993 Jean-Marc Rebière
  - 1993 - 1995 François Goudard
  - 1995 - 1996 André Viau
  - 1996 - 1998 Bernard Pomel
  - 1998 - 1999 Bernard Lemaire
  - 1999 - 2001 Christian Sapède
  - 2001 - 2003 Éric Delzant
  - 2003 - Jean-Luc Videlaine

- Prefects regionals i departamentals de la Còrsega del Sud
  - 1975 - 1977 Jean Riolacci
  - 1977 - 1979 Yves Bertrand Burgalat
  - 1979 - 1981 Claude Vieillecazes
  - 1981 - 1982 Paul Cousseran
  - 1982 - 1983 Paul Rouaze
  - 1983 - 1985 Paul Bernard
  - 1985 - 1986 Bernard Landouzy
  - 1986 - 1987 François Garsi
  - 1987 - 1989 Joël Thoraval
  - 1989 - 1990 Jean Gilbert Marzin
  - 1990 - 1992 Alain Bidou
  - 1992 - 1993 Roger Hubert Gros
  - 1993 - 1994 Jean-Paul Frouin
  - 1994 - 1996 Jacques Coeffe
  - 1996 - 1998 Claude Erignac
  - 1998 - 1999 Bernard Bonnet
  - 1999 - 2001 Jean-Pierre Lacroix
  - 2001 - 2003 Dominique Dubois
  - 2003 - 2006 Pierre-René Lemas
  - des del 23 de febrer del 2006 - Michel Delpuech

- Presidents del consell regional (1974-1982) i assemblea regional (des 1982)
  - 1974 - 1979 François Giacobbi
  - 1979 - 1982 Jean Filippi
  - 1982 - 1984 Prosper Alfonsi
  - 1984 - 1998 Jean-Paul de Rocca-Serra
  - 1998 - 2004 José Rossi
  - des l'1 d'abril del 2004 Camille de Rocca Serra

- Presidents del Consell Executiu 
  - 2 d'abril de 1992 a 4 d'abril del 2004 Jean Baggioni
  - 2004 - 2010 Ange Santini
  - 2010 - 2015 Paul Giacobbi
  - 2015 - Gilles Simeoni